# Милетски, Хани
Хани Милетски (род. 1962, Израиль) — дипломированный американский сексолог и сексопатолог, с 1987 года проживающая в США (Бетесда, штат Мэриленд). Имеет учёную степень доктора в области исследований человеческой сексуальности (Institute for Advanced Study of Human Sexuality, Сан-Франциско, штат Калифорния). Сертифицированный специалист по уголовному судопроизводству. Занимает один из руководящих постов в ассоциации AASECT (англ. Association of Sexuality Educators Counselors & Therapists).
Милетски получила широкую известность благодаря своим новаторским изысканиям в области зоосексуальности. Во второй половине 1990-х годов Милетски провела масштабное статистическое исследование зоофилов, результатом которого стала публикация в 2002 году книги «Understanding Bestiality and Zoophilia», во многом определившей направление дальнейших исследований по данной тематике и изменившая взгляды части сексологического сообщества на проблему сексуальных взаимоотношений человека и животных. Книга базируется на материале докторской диссертации Милетски 1999 года и ставит целью доказать существование самостоятельной зоосексуальной ориентации (в противовес традиционному, устоявшемуся мнению о зоофилии как о перверсии, фетише и парафилии).
Отмечается, что до появления работ Милетски, данные, касающиеся зоосексуальности, были крайне фрагментированы, несистематизированы и не давали сколь-нибудь ясного описания качества взаимоотношений человека и животного, а многие другие исследования прошлого, так или иначе касающиеся темы сексуальных взаимоотношений человека и животных, являются нерепрезентативными и методологически дефектными.

## Публикации
- Understanding Bestiality and Zoophilia, 2002. ISBN 0-9716917-0-3.
- Bestiality-Zoophilia: An exploratory study, дисс., The Institute for Advanced Study of Human Sexuality. — Сан-Франциско, Калифорния, октябрь 1999.
- Mother-Son Incest: The Unthinkable Broken Taboo (a brief overview of findings), 1999. ISBN 1-884444-31-8.